# Liste der denkmalgeschützten Objekte in Laterns
Die Liste der denkmalgeschützten Objekte in Laterns enthält die 9 denkmalgeschützten, unbeweglichen Objekte der Gemeinde Laterns.

## Denkmäler
| Foto |                 | Denkmal                                                                      | Standort                                    | Beschreibung | Metadaten |
| ---- | --------------- | ---------------------------------------------------------------------------- | ------------------------------------------- | --- | --- |
| ja   | Datei hochladen | Badehaus Laterns HERIS-ID: 88959 Objekt-ID: 103552                           | Bad Laterns 2 Standort KG: Laterns          | Es ist urkundlich belegt, dass es bereits vor 1673 einen Badebetrieb an diesem Ort gegeben haben muss. Genaueres ist über die Ursprünge jedoch nicht bekannt. Die größte Bedeutung hatte das Bad im 19. Jahrhundert. | BDA-Hist.: Q64032041 Status: § 2a Stand der BDA-Liste: 2025-06-30 Name: Badehaus Laterns GstNr.: 1898 Bad Innerlaterns                                                                 |
| ja   | Datei hochladen | Wegkapelle hll. Maria und Antonius HERIS-ID: 56378 Objekt-ID: 65747          | bei Bad Laterns Standort KG: Laterns        | Die Kapelle Bad Innerlaterns wurde 1870 errichtet. Sie hat im Nordwesten abgeschrägte Wände, die in den Hang hineingebaut sind. Südöstlich befindet sich unter einem Windfang eine einfache Holztür. Auf dem mit Eternitschindeln gedeckten Satteldach erhebt sich im Nordwesten, über dem Altar, ein etwa vier Meter hoher Glockendachreiter. | BDA-Hist.: Q27106150 Status: § 2a Stand der BDA-Liste: 2025-06-30 Name: Wegkapelle hll. Maria und Antonius GstNr.: .470 Wegkapelle hll Maria und Antonius                              |
| ja   | Datei hochladen | Bauernhof (Anlage) HERIS-ID: 82513 Objekt-ID: 96338                          | Furxstraße 10 Standort KG: Laterns          | | BDA-Hist.: Q38178642 Status: § 2a Stand der BDA-Liste: 2025-06-30 Name: Bauernhof (Anlage) GstNr.: .61                                                                                 |
| ja   | Datei hochladen | Kapelle Maria Schnee HERIS-ID: 56379 Objekt-ID: 65748                        | Laternserstraße Standort KG: Laterns        | Die Kapelle wurde 1614 errichtet und 1902 umgebaut. Der rechteckige Bau mit Rundbogenfenstern trägt einen Glockenturm. Der Aufbau sowie sämtliche Figuren des Hochaltars stammen aus der Zeit zwischen 1630 und etwa 1650. | BDA-Hist.: Q38071781 Status: § 2a Stand der BDA-Liste: 2025-06-30 Name: Kapelle Maria Schnee GstNr.: .169 Kapelle 'Maria Schnee' in Laterns-Bonacker                                   |
| ja   | Datei hochladen | Pfarrhof HERIS-ID: 82509 Objekt-ID: 96334                                    | Laternserstraße 10 Standort KG: Laterns     | | BDA-Hist.: Q38178627 Status: § 2a Stand der BDA-Liste: 2025-06-30 Name: Pfarrhof GstNr.: .473                                                                                          |
| ja   | Datei hochladen | Kath. Pfarrkirche hl. Nikolaus und Friedhof HERIS-ID: 56266 Objekt-ID: 65434 | bei Laternserstraße 10 Standort KG: Laterns | Die Pfarrkirche in Laterns wurde 1502 ihrer Bestimmung übergeben, 1673 im Zuge einer Erweiterung barockisiert und im späten 19. Jahrhundert regotisiert. | BDA-Hist.: Q25909648 Status: § 2a Stand der BDA-Liste: 2025-06-30 Name: Kath. Pfarrkirche hl. Nikolaus und Friedhof GstNr.: .1, 1/1 Pfarrkirche Hl. Nikolaus, im Thal (Laterns)        |
| ja   | Datei hochladen | Expositurkirche Unsere Liebe Frau Mariahilf HERIS-ID: 56257 Objekt-ID: 65410 | Laternserstraße 87a Standort KG: Laterns    | Die Expositurkirche wurde 1908 in neugotischem Stil errichtet. | BDA-Hist.: Q23541722 Status: § 2a Stand der BDA-Liste: 2025-06-30 Name: Expositurkirche Unsere Liebe Frau Mariahilf GstNr.: .487 Expositurkirche Unsere Liebe Frau Mariahilf (Laterns) |
| ja   | Datei hochladen | Kapelle hl. Martin HERIS-ID: 56380 Objekt-ID: 65749                          | Wies Standort KG: Laterns                   | Die Kapelle mit eingezogenem Chor und Dachreiter wurde 1875 an Stelle eines Vorgängerbaus am gleichen Platz errichtet. | BDA-Hist.: Q38071793 Status: § 2a Stand der BDA-Liste: 2025-06-30 Name: Kapelle hl. Martin GstNr.: .464 Martinskapelle (Laterns)                                                       |
| ja   | Datei hochladen | Gasthaus Bad Laterns HERIS-ID: 88958 Objekt-ID: 103551                       | Standort KG: Laterns                        | Das Gasthaus „Bädle“ wurde nach einer Sanierung im Jahr 2023 wieder in Betrieb genommen. | BDA-Hist.: Q64032040 Status: § 2a Stand der BDA-Liste: 2025-06-30 Name: Gasthaus Bad Laterns GstNr.: 1898 Bad Innerlaterns                                                             |